# Glacier Peak Wilderness
Glacier Peak Wilderness est créé par le Congrès des États-Unis, par le Wilderness Act. C'est une aire protégée et restée à l'état sauvage. Elle est située dans le Comté de Chelan, le Comté de Snohomish, et le Comté de Skagit, dans les North Cascades, Washington. Cette aire est grande d'une surface de 2 315 km2, longue de 56 km, large de 32 km, et caractérisée par nombreux ruisseaux traversant les forêts, des vallées escarpées, et glaciers et pics montagneux.

## Géographie
La réserve intégrale a une superficie de 2 292,16 km2. De cette superficie, 1 056,34 km2 sont situés dans la forêt nationale du Mont Baker-Snoqualmie et 1 235,82 km2 sont situés dans la forêt nationale de Wenatchee. Il partage ses limites avec deux autres réserves, soit la Stephen Mather Wilderness au nord et la Henry M. Jackson Wilderness au sud.

## Faune et flore
On y retrouve des sapins, des pseudotsugas, des tsugas, ainsi que des thuyas géant de Californie. Il y vit de nombreuses espèces animales telles que des cervidaes, des ours noirs, des wapitis, des chèvres des montagnes Rocheuses, des cougars, des martes, ainsi que des lynx. Il existe aussi de nombreux petits spécimens tels que des souris des champs, ainsi que des poissons dans les lacs de montagnes, tels que les oncorhynchus clarkii.

## Accès
Aucune route n'approche le pic Glacier, car difficile d'accès.
En général, les randonneurs atteignent le volcan depuis l'ouest par la vallée de White Chuck River, ou la vallée de Suiattle River.

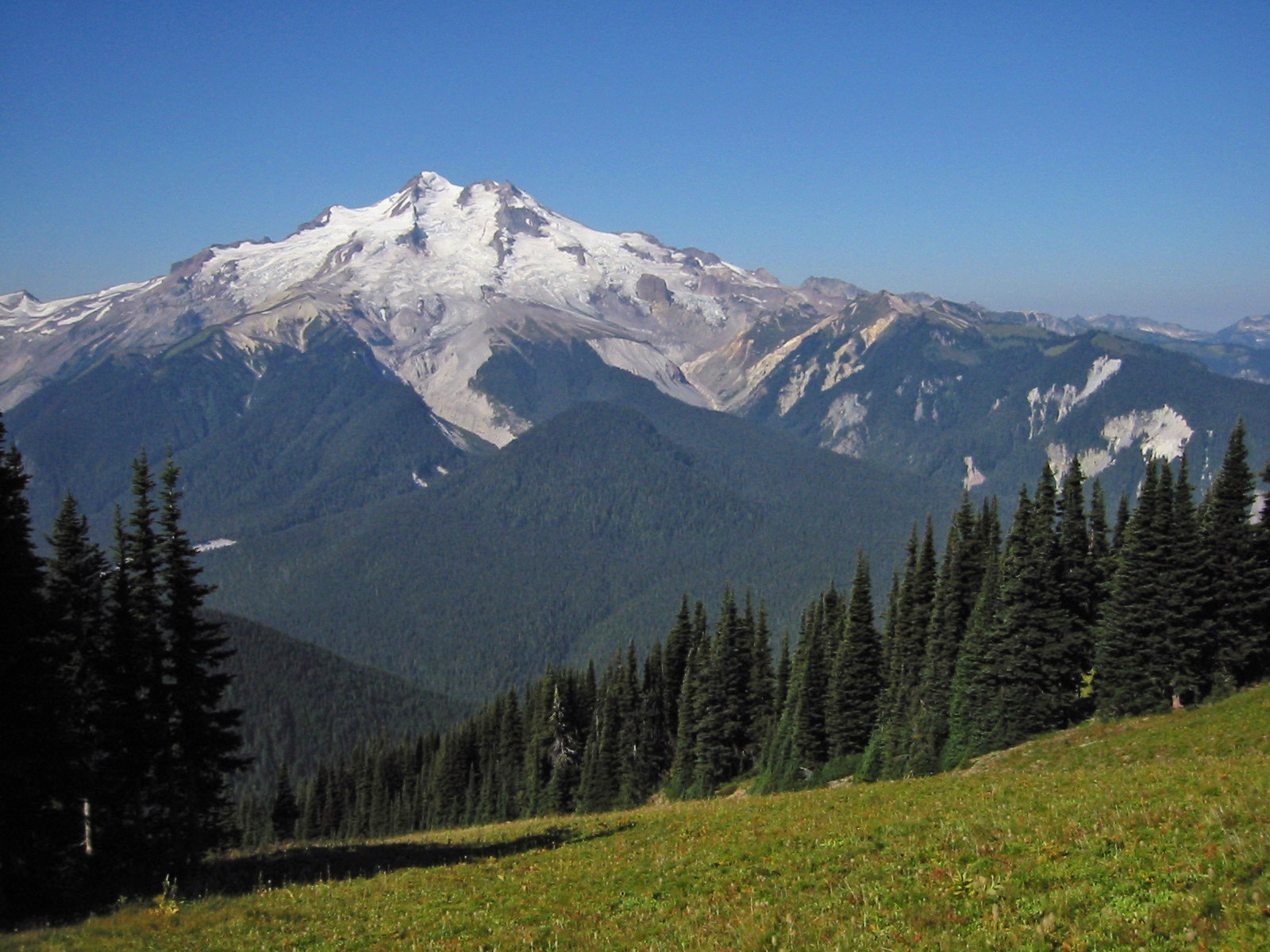
Pic Glacier
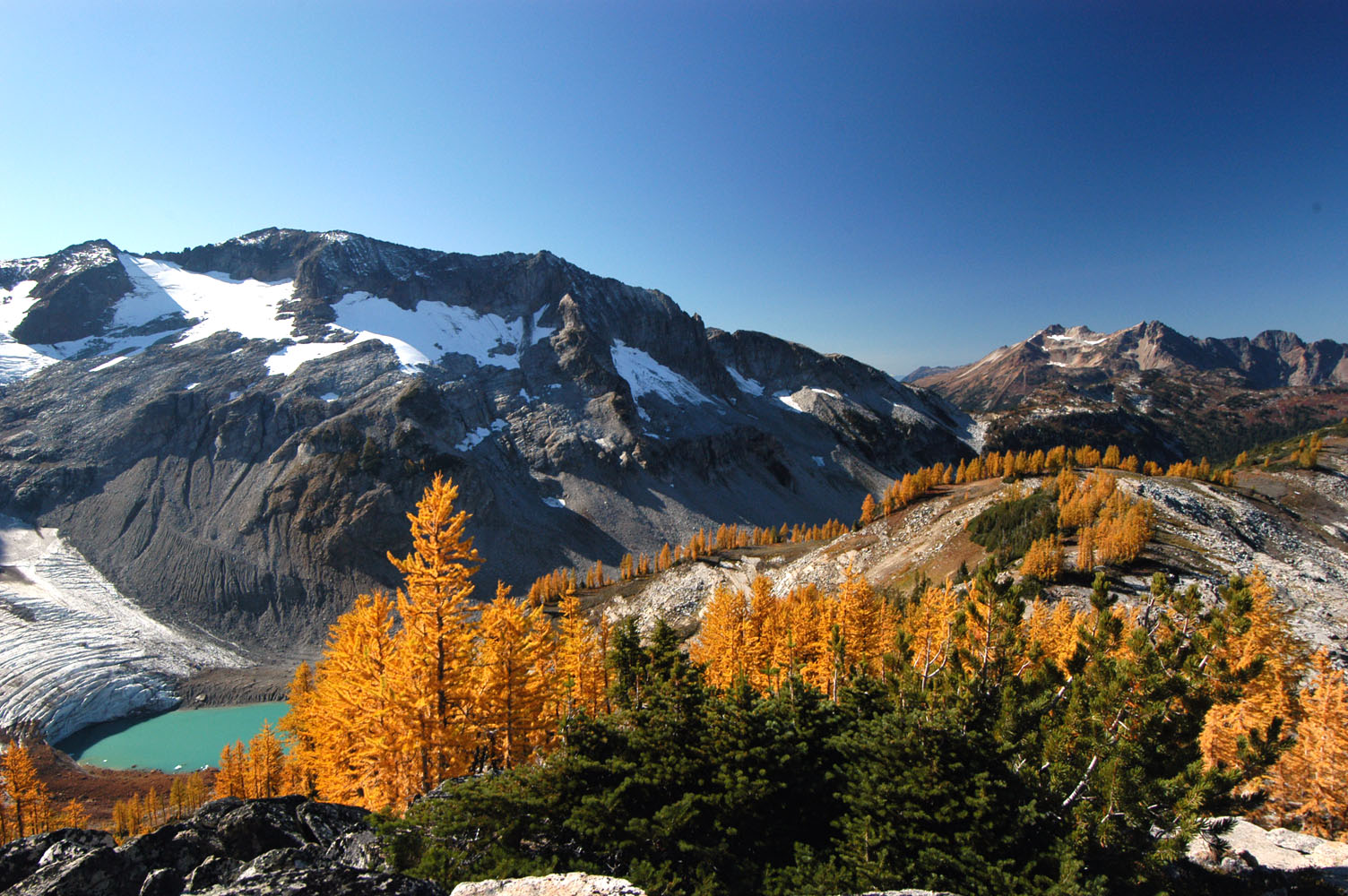
Lac Lyman

## Conditions météorologiques
La plupart du temps, le Glacier Peak Wilderness est enseveli sous 3 à 6 mètres de neige en mai.
Habituellement, de nombreux sentiers et passages sont libérés par les neiges en mi-août, mais cela varie d'année en année. Il se peut qu'il neige en plein été.

### Dégâts d'inondations
Le 20 octobre 2003, il y a un record d'inondation quand 250 mm de pluie sont tombés dans la région. La pluie chaude a fondu la neige et la glace, déplaçant de grandes quantités d'eau, d'arbres et de débris dans les cours d'eau. En aval, les routes, campings, ponts et sentiers sont endommagés ou détruits. Les dégâts sont particulièrement importants sur le Pacific Crest Trail. Huit ponts du sentiers et un gué de ruisseau sont détruits sur une portion de 48 km du sentier sous le pic Glacier. On peut observer des restes des ponts détruits qui demeurent encore. Les deux plus gros sinistres sont les ponts sur la Upper White Chuck River et le Suiattle River. De plus, quatre sentiers majeurs qui fournissent un accès au Pacific Crest Trail ont subi différents degrés de dégâts, de relativement peu importants (North Fork Skykomish Trail) à sérieux (White Chuck Trail).
Kennedy Hot Springs sont ensevelies sous les coulées de boue et complètement détruits.

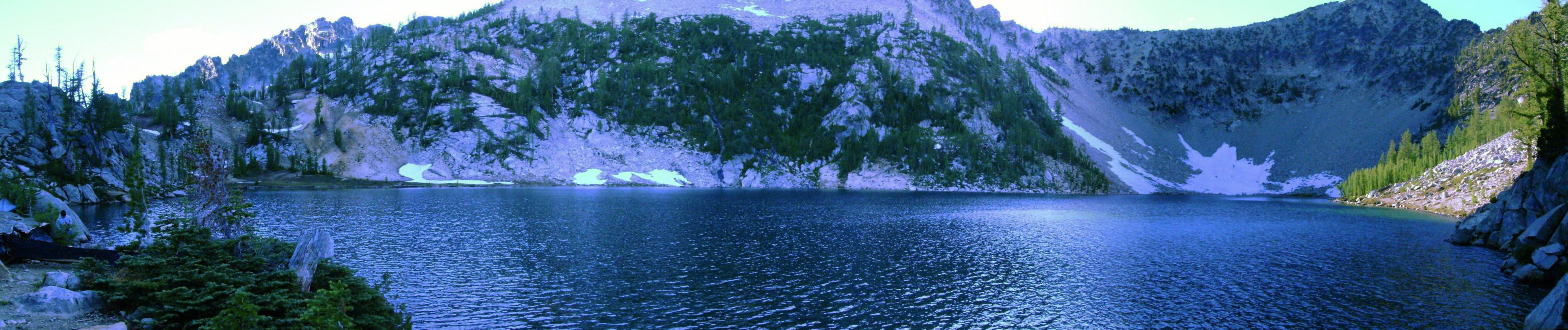
Lac Fern